# Fernando Menegazzo
Pour les articles homonymes, voir Fernando.
Fernando Menegazzo, dit également Fernando, est un ancien footballeur brésilien d'origine italienne reconverti entraîneur adjoint, né le 3 mai 1981 à Anita Garibaldi au Brésil. Il évoluait au poste de milieu relayeur, mais il pouvait également jouer en défense centrale.

## Biographie
Il se révèle être un milieu de terrain efficace aux Girondins de Bordeaux lors de la saison 2005-2006 notamment en inscrivant des buts décisifs lors de rencontres cruciales. En 31 matches de championnat, dont 27 en tant que titulaire, il inscrit ainsi 5 buts. 
Très solide physiquement, doué techniquement, Fernando devient rapidement l'un des joueurs les plus appréciés du public girondin.
Lors de la saison 2010/2011, saison très difficile pour les Girondins de Bordeaux qui peinent à retrouver le niveau de jeu des deux saisons précédentes, et qui souffrent des départs de Yohann Gourcuff et Marouane Chamakh, Fernando Menegazzo est l'un des seuls Girondins à demeurer performant (avec Cédric Carrasso) et permet à son club malgré une saison très moyenne de rester assez proche des places honorifiques (7e). Malgré son départ, Fernando Menegazzo demeure un des joueurs emblématiques du club et pour cela est très aimé des supporters.    
Le 16 juin 2011, il s'engage pour 3 ans avec le club saoudien de Al Shabab Riyad. Son transfert est de 6 millions d'euros.
Il rejoint le Club Bruges en juin 2014, libre de tout contrat, où il retrouve son ancien entraîneur à Al Shabab Michel Preud'Homme. En décembre 2014, il rompt son contrat à l'amiable avec le club pour pouvoir rentrer au Brésil, invoquant des raisons familiales.
Il est sélectionné pour la première fois avec le Brésil pour affronter la Suisse en match amical le 15 novembre 2006. Il remporte la Copa América 2007 avec la Seleção.
Le 20 janvier 2018, il devient entraîneur adjoint aux Girondins de Bordeaux auprès de l‘Uruguayen Gustavo Poyet.

## Profil du joueur
Menegazzo est un joueur au profil assez athlétique : 1,86 m pour 78 kg, ce qui lui confère une facilité dans le domaine aérien et une solidité défensive lui permettant de jouer soit au milieu de terrain en sentinelle, soit en défense centrale. Toutefois Menegazzo est aussi un joueur influent dans le secteur offensif de par sa qualité de relance et son jeu de tête redoutable sur coups de pied arrêtés.
En plus de sa polyvalence, Fernando possède la qualité d'être toujours très fair-play et respectueux autant envers l'arbitre qu'envers ses adversaires, ainsi il donne l'image d'un leader serein sur le terrain et dans les vestiaires.

## Palmarès

### En sélection nationale
- Copa América (1) :
  - Vainqueur : 2007

### En club
- FC Girondins de Bordeaux
  - Championnat de France (1) :
    - Champion : 2009

  - Coupe de la Ligue (2) : 
    - Vainqueur : 2007, 2009
    - Finaliste : 2010

  - Trophée des champions (2) :
    - Vainqueur : 2008, 2009

- Al Shabab Riyad
  - Championnat d'Arabie Saoudite (1) :
    - Champion : 2012

  - Coupe du Roi des champions d'Arabie saoudite (1) :
    - Vainqueur : 2014
    - Finaliste : 2013